# Grand Colombier
Grand Colombier är en liten ö  i ögruppen Saint Pierre och Miquelon.
Ön är obebodd och ligger drygt 500 meter norr om nordspetsen på ön Saint-Pierre. Den är cirka 1 300 meter lång och drygt 500 meter bred. Nordost om ön finns klippan Petit Colombier. Grand Colombier är klassat som ett viktigt fågelområde, Important Bird Area, främst på grund av en hög population med klykstjärtade stormsvalor
Ön är trädlös med branta sidor. Gräs och ormbunkar är den dominerande vegetationstypen på de branta sluttningarna, medan öns topp domineras av kråkbär.